# براديا دي إبرو
بلدية براديا دي إبرو (بالإسبانية: Pradilla de Ebro) هي بلدية تقع في مقاطعة سرقسطة التابعة لمنطقة أراغون شمال شرق إسبانيا.

## الديموغرافيا
بلغ عدد سكان بلدية براديا دي إبرو 619 نسمة عام 2011 (وفقاً للمعهد الوطني الإسباني للإحصاء).
| 652 | 653 | 628 | 633 | 637 | 638 | 619 |